# 러시아의 우크라이나 침공에 대한 평화 협상
2022년 2월 24일 러시아와 우크라이나 간의 평화 협상이 벨라루스-우크라이나 국경에서 2022년 2월 28일, 3월 3일, 3월 7일 벨라루스 호멜주의 비공개 지역에서 진행되었다. 3월 14일에 시작된 4차 협상에 앞서 3월 10일 튀르키예에서 추가 회담이 열렸다.

## 배경
2022년 2월 24일 러시아 대통령 블라디미르 푸틴은 우크라이나 동부에 대한 "특별 군사 작전"을 발표했다. 얼마 지나지 않아 러시아군은 국경을 넘어 우크라이나군과 전투를 시작했다.
2월 27일 우크라이나 대통령 볼로디미르 젤렌스키와 벨라루스 대통령 알렉산드르 루카셴코의 대화에서 우크라이나 대표단은 조건 없이 프리피야티 강 근처 벨라루스 국경에서 러시아 측과 만나기로 합의했다. 루카셴코는 젤렌스키에게 벨라루스 영토의 모든 비행기, 헬리콥터 및 미사일은 협상 기간 동안 지상에 남아 있을 것이라고 공언한 것으로 보고되었다.
3월 16일까지 미하일로 포돌리악은 우크라이나 평화 대표단의 수석 협상가로 임명되었다. 그는 우크라이나가 우세한 위치에서, 우크라이나가 나토 가입을 포기하는 조건으로 러시아군의 철수와 군사 지원에 대한 국제적 보장 등 15개 항목의 평화 협상이 진행될 것이라고 밝혔다.

## 협상

### 1차 협상 (2월 28일)
1차 회담은 2월 28일 벨라루스 국경 근처에서 시작됐다. 우크라이나 대통령실은 주요 목표가 즉각적인 휴전 및 우크라이나에서의 러시아군 철수라고 밝혔다. 회담은 전향적인 합의 없이 종료되었다.

### 2차 협상 (3월 3일)
3월 3일, 2차 평화 회담이 시작되었다. 양측은 민간인을 위한 인도적 대피로를 열기로 합의했다. 러시아의 요구 사항은, 러시아의 크림반도 주권 인정, 분리주의자가 통제하는 루간스크와 도네츠크의 독립, 우크라이나의 "비군사화" 및 "비나치화"였다. 우크라이나 외무장관 드미트로 쿨레바는 우크라이나가 회담을 재개할 준비가 되어 있지만 러시아의 요구는 변하지 않았다고 말했다.
3월 28일에는 러시아의 억만장자 로만 아브라모비치와 우크라이나의 정치인 루스템 우메로우 등 우크라이나 협상팀 3명이 독에 중독된 의혹이 있는 것으로 알려졌다. 독립 신문 《메두자》에 따르면, 중독 의혹이 불거지기 전, 크렘린과 러시아 국영 언론은 우메로우가 미국 스파이이며, 우크라이나에 유리하도록 협상을 고의적으로 연장시키고 있다고 비난했다. 우메로우는 나중에 자신의 페이스북에서 "괜찮다"는 글과 함께, 사람들에게 "확인되지 않은 정보"를 믿지 말라고 당부했다.

### 3차 협상 (3월 7일)
전투와 폭격이 계속되는 와중, 3월 7일 세 번째 협상이 시작되었다. 아직 합의가 이루어지지는 않았지만 우크라이나의 협상가이자 수석 고문인 미하일로 포돌리악은 트위터에 "인도주의적 통로에 관해 약간 긍정적인 변화가 있었다"고 밝혔다. 그러나 전날에는 우크라이나 측 협상가가 러시아 스파이라는 혐의로 총격을 당했다.

### 안탈리아 외교 포럼(3월 10일)
3월 10일 러시아 외무장관 세르게이 라브로프와 우크라이나 외무장관 드미트로 쿨레바는 터키 안탈리아에서 중재자로 터키 외무장관 메블뤼트 차부쇼을루를 만났다. 우크라이나는 민간인, 특히 마리우폴의 민간인 구호 및 대피를 위해 24시간 휴전 협상을 시도했다. 2시간 가량의 논의에도 합의점은 나오지 않았다. 항구 도시에 대한 공습은 계속되었다.

### 4차 협상 (3월 14~17일)
3월 14일 화상회의를 통해 4차 협상이 시작됐다. 회담은 몇 시간 동안 이어졌고 아무런 돌파구도 없이 끝났다. 양측은 3월 15일 회담을 재개했으며볼로디미르 젤렌스키는 회담이 "보다 현실적으로 들리기 시작했다"고 말했다.
양측은 3월 16일 다시 회담을 재개했다.그날 늦게, 《파이낸셜 타임즈》는 3월 14일에 처음 러시아와 논의한 15개 항목이, 젤렌스키에 따르면 전쟁을 끝내는 데 더 현실적인 것으로 확인되었다고 보도했다. 3월 17일 회담 4일 후, 러시아는 합의에 도달하지 못했다고 발표했다. 회담 후 프랑스 외무장관 장이브 르 드리앙은 러시아가 다른 곳에서 사용한 전략대로 "협상하는 척"했을 뿐었음을 주지시켰다.
3월 20일 터키 외무장관 메블뤼트 차우쇼을루는 회담이 "진행 중"이라고 말했다. 그는 "정직한 중재자이자 조력자"인 자신의 역할을 언급하며 더 자세한 설명은 하지 않았다.
젤렌스키는 이스라엘 의회 연설 후 이스라엘도 평화 회담을 장려하려고 노력한다고 말했다.

### 5차 협상 (3월 21일)
3월 21일에 있었던 5차 회담은 돌파구를 마련하는 데 실패했다. 젤렌스키는 전쟁을 끝내기 위해 푸틴과 직접 대화할 것을 촉구했다. 세르게이 라브로프는 두 대통령 간의 양자 회담은 양측이 합의에 가까워져야만 진행될 것이라고 말했다.

### 평화회담 재개: 3월 29~30일
3월 28일 젤렌스키는 향후 우크라이나의나토 가입 주장의 부인과 함께 우크라이나 중립화 논의를 위해 3월 29일 이스탄불에서 러시아와의 평화 회담을 재개한다고 공언했다. 3월 29일 에스토니아 수상 카자 칼라스는 프랑스 장관 르 드리앙과 합의하여 낸 공동 성명문에서, 러시아가 우크라이나에 대한 평화 협상을 제안하거나 키이우에서 철수하는 것은, 지난날 다른 나라들과 진행한 신뢰성 없는 평화 협상으로 보아 외교적 회의론에 바탕을 두고 진행되어야 한다고 밝혔다.

### 2022년 4월
2022년 4월 7일, 러시아 외무장관 세르게이 라브로프는 우크라이나가 작성하여 러시아 정부에 제출한 평화협정 초안에 "용납할 수 없는" 요소가 있다고 말했다. 라브로프는 협상가들이 합의한 조건에서 벗어난 제안이 포함되어 있다고 말했다. 우크라이나 측 협상가 미카일로 포돌리악은 라브로프의 발언이 러시아군을 전범으로 제소한 안건에서 주의를 돌리기 위한 전술이라고 말했다. 마지막으로 라브로프는 "모든 도발에도 불구하고 러시아 대표단은 협상 과정을 계속할 것이며, 우리의 핵심 입장 및 요구 사항을 명확하고 완전하게 설명하는 우리 자신의 초안 합의를 추진할 것"이라고 말했다.

## 같이 보기
- 흑해 곡물 협정
- 노르망디 포맷